# Camaridium adolphi
Camaridium adolphi är en orkidéart som beskrevs av Rudolf Schlechter. Camaridium adolphi ingår i släktet Camaridium och familjen orkidéer.
Artens utbredningsområde är Costa Rica. Inga underarter finns listade i Catalogue of Life.